# Saint-Antoine-de-Ficalba
Saint-Antoine-de-Ficalba [sɛ̃t‿ɑ̃twan də fikalba] ist ein Dorf und eine Gemeinde mit 714 Einwohnern (Stand: 1. Januar 2022) im französischen Département Lot-et-Garonne in der Region Nouvelle-Aquitaine. Die Gemeinde gehört zum Arrondissement Villeneuve-sur-Lot und zum Kanton Villeneuve-sur-Lot-2. Die Einwohner werden Antonins genannt.

## Geografie
Saint-Antoine-de-Ficalba liegt etwa sieben Kilometer südlich von Villeneuve-sur-Lot. An der westlichen Gemeindegrenze verläuft das Flüsschen Masse de Pujol. Umgeben wird Saint-Antoine-de-Ficalba von den Nachbargemeinden Pujols im Norden, Hautefage-la-Tour im Osten, Monbalen im Süden und Südosten, Castella im Südwesten sowie Sainte-Colombe-de-Villeneuve im Westen.
Durch die Gemeinde führt die Nationalstraße N 21.

## Bevölkerungsentwicklung
| Jahr                       | 1962 | 1968 | 1975 | 1982 | 1990 | 1999 | 2006 | 2011 | 2018 |
| Einwohner                  | 364  | 400  | 411  | 527  | 534  | 557  | 622  | 698  | 720  |
| Quellen: Cassini und INSEE |      |      |      |      |      |      |      |      |      |

## Sehenswürdigkeiten

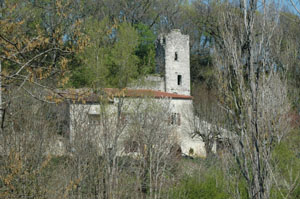
Tour de Péchon

- Kirche Saint-Antoine aus dem 14. Jahrhundert, im 16. Jahrhundert wieder errichtet
- Tour de Péchon aus dem 12. Jahrhundert
- Herrenhaus von Pech Lambert aus dem 16. Jahrhundert
- Höhle von Lastournelle